# Kaisermantel
Der Kaisermantel oder Silberstrich (Argynnis paphia) ist ein Schmetterling (Tagfalter) der Gattung Argynnis aus der Familie der Edelfalter (Nymphalidae). Er ist der größte mitteleuropäische Perlmuttfalter. Das Artepitheton leitet sich von Paphia, einem Beinamen der Aphrodite aus der griechischen Mythologie ab. Er wurde zum Schmetterling des Jahres 2022 gekürt.

## Merkmale

### Imagines
Die Falter erreichen eine Flügelspannweite von 55 bis 65 Millimeter in Mitteleuropa. Die Flügeloberseiten der Männchen sind leuchtend orange und haben braune Flecken, an den Adern 1 – 4 befinden sich dunkle Duftschuppenstreifen. Die Weibchen sind dunkler und etwas grünlicher, die Duftschuppenstreifen fehlen; dafür sind die dunklen Flecken entlang des Vorderrandes der Vorderflügel kräftiger. Die Flügelunterseiten der Vorderflügel sind blass orange, die der Hinterflügel sind graugrün, überdeckt mit einem schmalen, etwas geschwungenen silbrig schimmernden Band vom Vorderrand zum Innenrand, dem der Falter auch seinen deutschen Namen Silberstrich verdankt.

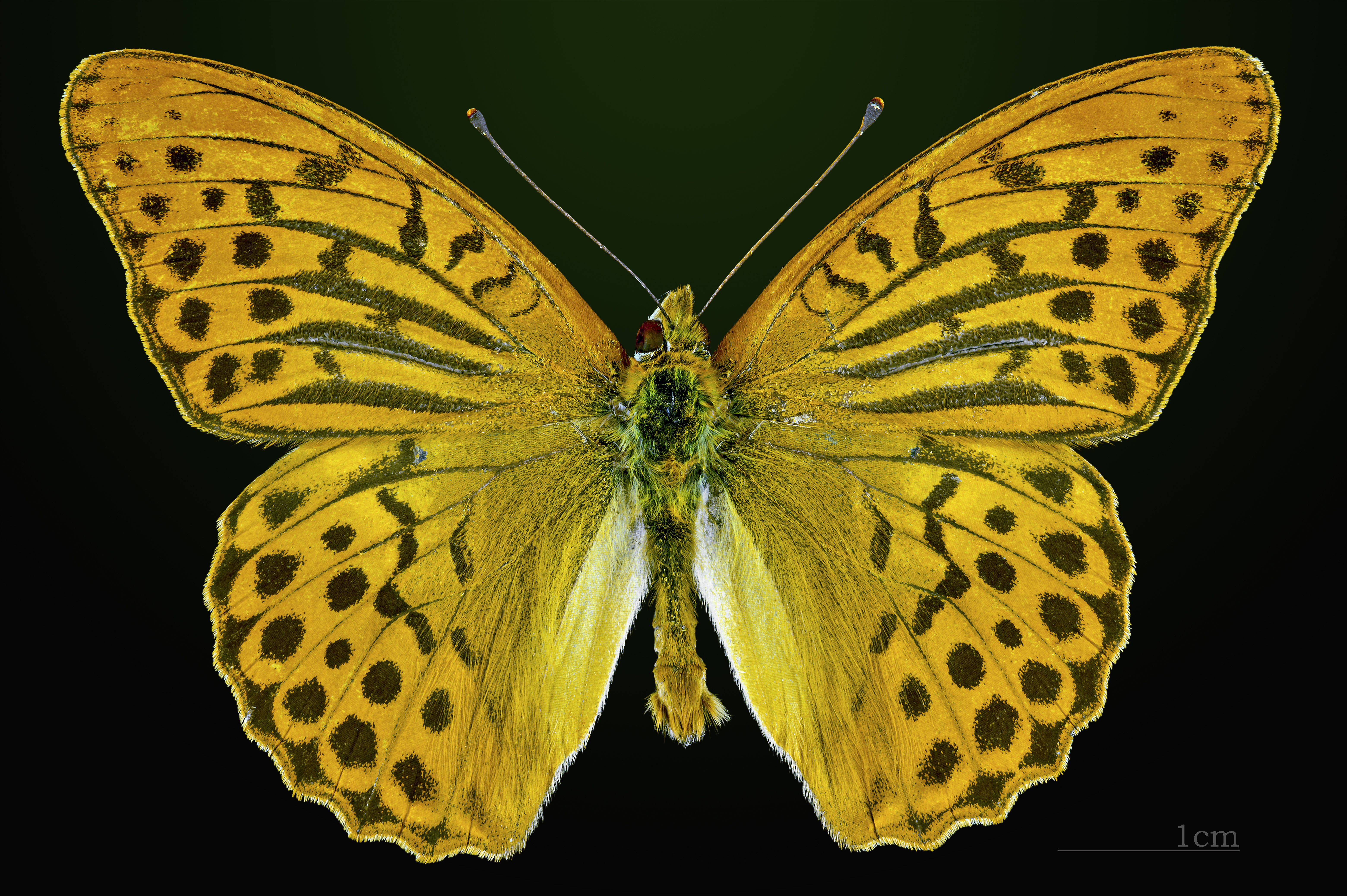
Dorsalansicht ♂
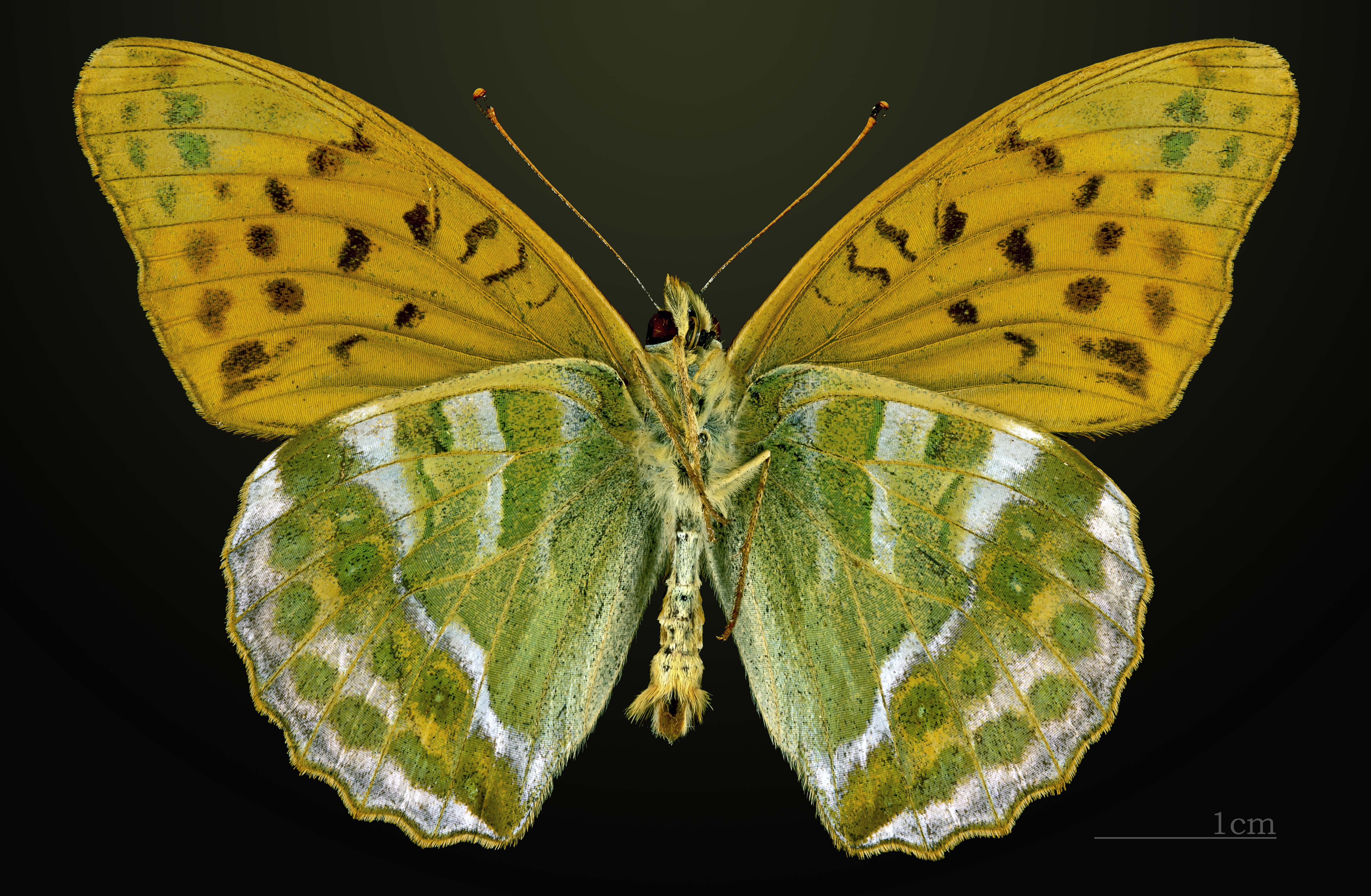
△ Ventralansicht ♂
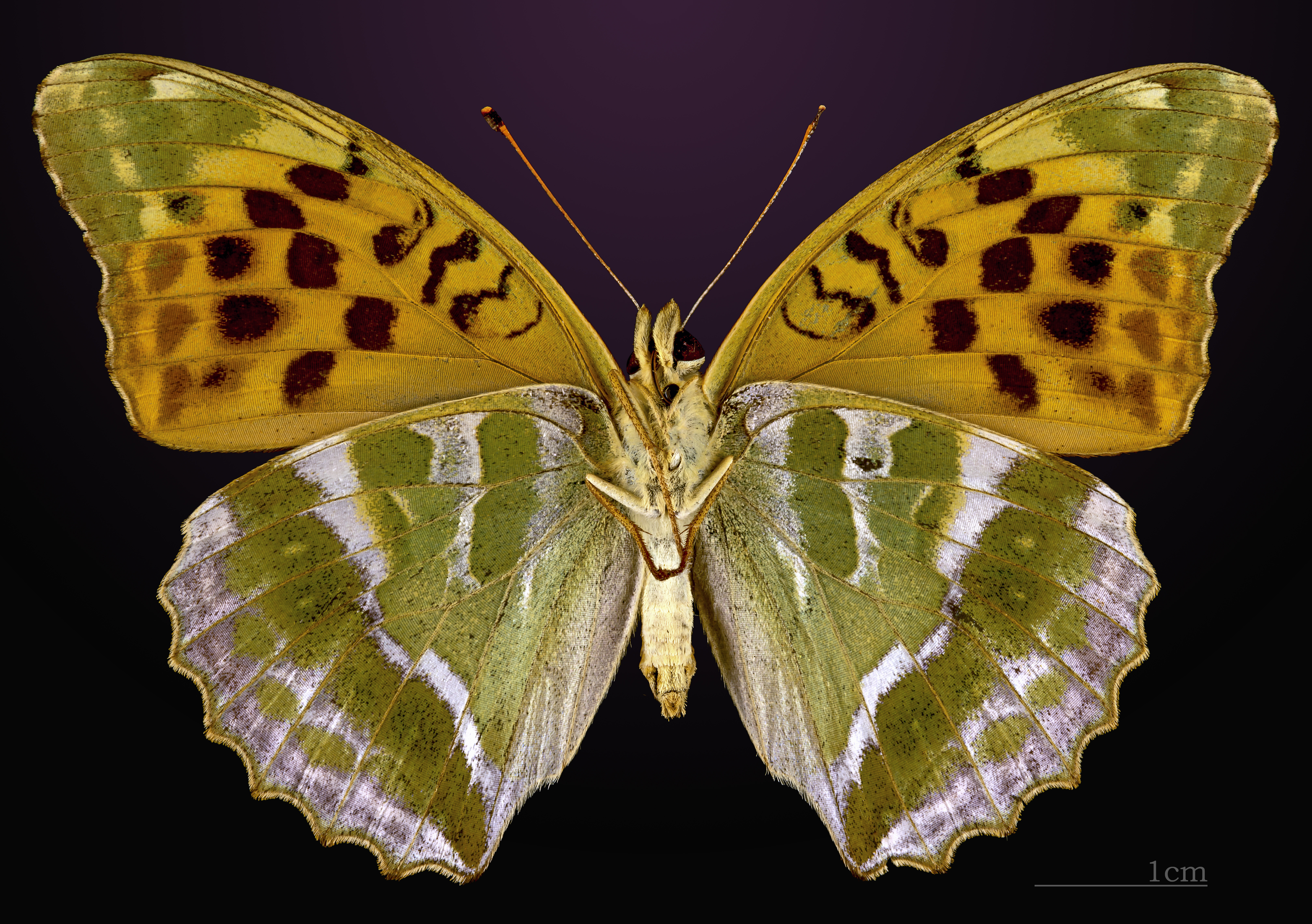
△ Ventralansicht ♀
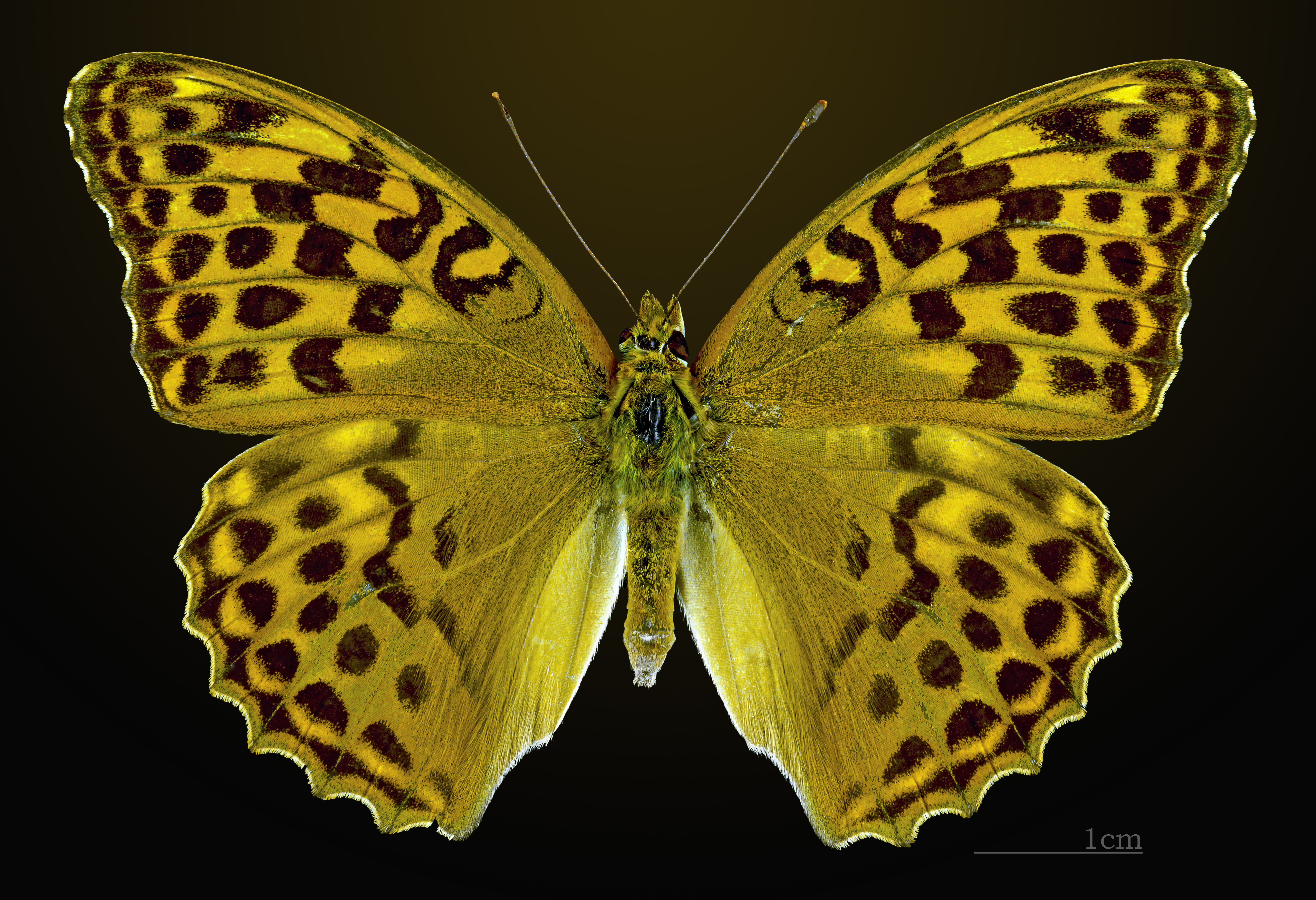
Dorsalansicht ♀

### Präimaginalstadien
Die gelbgrauen Eier sind kegelförmig und gerippt.
Die Raupen werden ca. 38 Millimeter lang. Sie sind dunkelbraun gefärbt und haben braunorange Dornen und zwei dünne, eng nebeneinander liegende, gelbe Rückenlinien. Hinter dem Kopf tragen sie zusätzlich ein schwarzes Dornenpaar, das wie Fühler lang nach vorne gezogen ist. Die Stürzpuppe ist graubraun, mit spitzen Kopfhörnern und Ecken und hat kegelförmige anfangs silberne und vor dem Schlupf goldene Spitzen.

### Unterarten und Formen

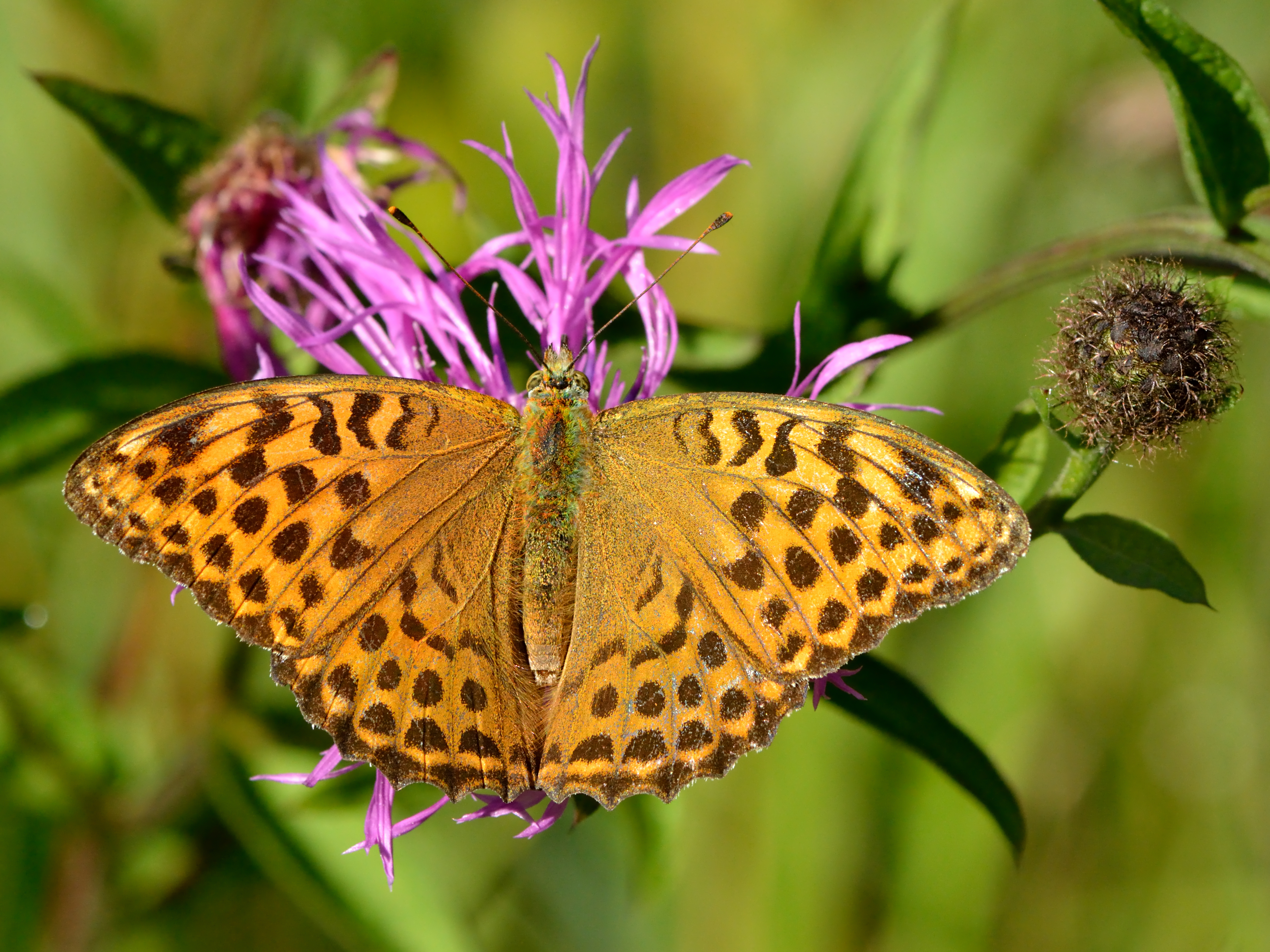
Weibchen

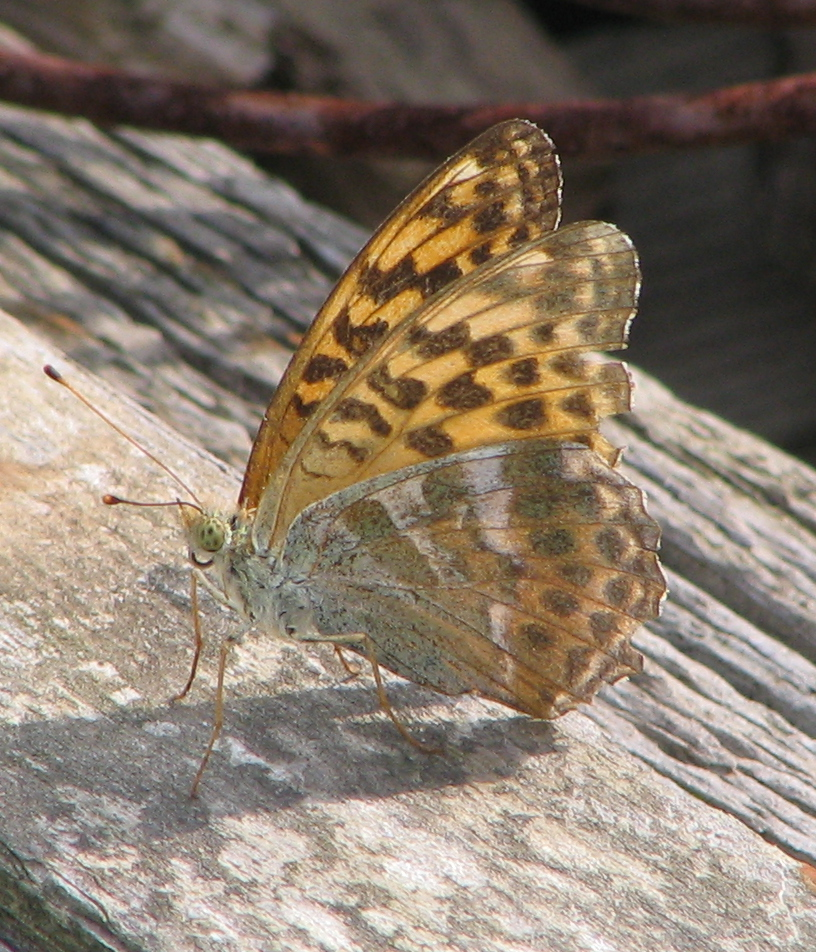
Flügelunterseite eines Weibchens

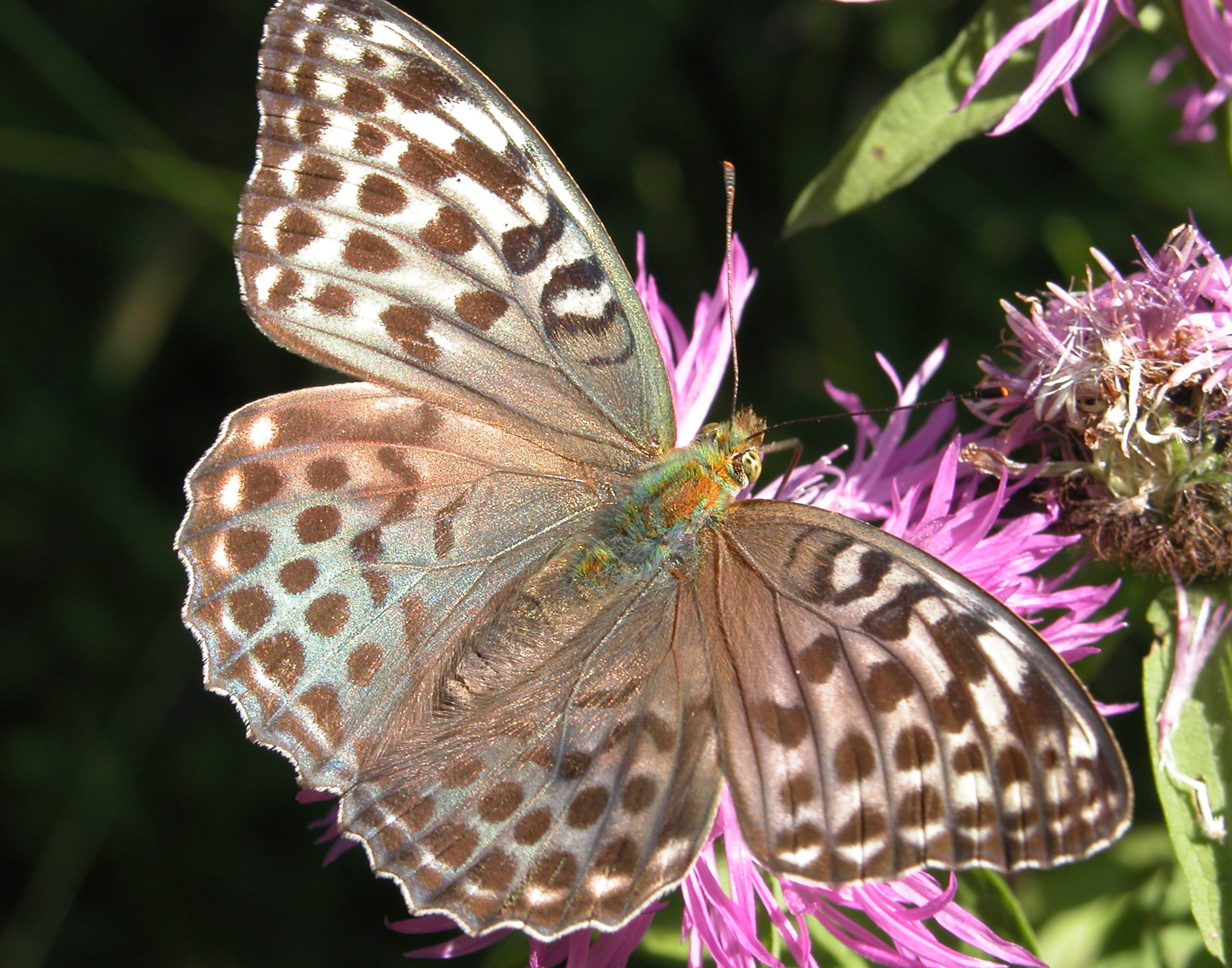
Argynnis paphia f. valesina

- Argynnis paphia f. valesina (Esper). Die dunkle Form der Weibchen hat eine, besonders auf dem Hinterflügel, dunkel übergossene Oberseite, die zuweilen einen blauen Schimmer haben kann. Sie ist in Mitteleuropa selten, sie kann jedoch im Süden (Spanien und Italien) und Osten des Verbreitungsgebiets die dominierende Morphe sein und fehlt z. B. in Irland vollkommen.
- Argynnis paphia diva (Oberthür). Vorkommen in Algerien. Auf der gut ausgebildeten Zeichnung der hochgelben Unterseite der Hinterflügel fehlt oft der Silberstreifen, stattdessen ist die Region zuweilen ohne jede Spur von Grün, in andern Fällen graugrün gebändert. Die Flügeloberseite der Männchen ist brennend rot. Beide Geschlechter haben viel stärker gezackte Hinterflügelränder als die typische Form.
- Argynnis paphia immaculata (Bellier). Vorkommen in Korsika und Sardinien. Die Silberstreifen auf den Unterseiten der dunkleren grünbraunen Hinterflügeln sind reduziert und die Unterseiten haben einen Goldschimmer.
- Argynnis paphia anargyria (Staudinger). Im äußersten Süden von Europa verliert die Hinterflügelunterseite ihr Silber, so dass die Binden nur noch trüb ockergelb durch die oft matte grünbestäubte Hinterflügelfläche ziehen. Vorkommen in Spanien, Italien, gelegentlich Süd-Griechenland.
- Argynnis paphia f. delila (Hübner). Die Männchen sind röter und die Weibchen sind dunkler. Sie kommen in Klein-Asien im Taurusgebirge vor.
- Argynnis paphia f. tsushimana (Fruhstorfer) ist nach dem Vorkommen auf der japanischen Insel Tsushima benannt. Die Form ist die farbenprächtigste aller bekannten paphia-Formen. Unterseits sind die Hinterflügelbinden noch dunkler grün als bei valesina, und auch der Vorderflügelapex ist tief dunkel meergrün. Die Silberbinden der Hinterflügel erscheinen ungewöhnlich breit weiß, scharf hervortretend und die grünen Submarginalflecke stehen isolierter und sind nicht so verschwommen wie bei chinesischen paphia-Formen.
- Argynnis paphia f. megalegoria (Fruhstorfer). Die chinesischen Formen sind stets größer als die europäischen, die Weibchen sind die größten von allen und übertreffen selbst die afrikanischen Formen. Bei ihnen ist die Hinterflügelunterseite reicher grün bestäubt als bei europäischen Formen, sie sind aber heller als bei der japanischen Form.
- Argynnis paphia f. valesinides (Fruhstorfer). Im nördlichen China (z. B. bei Peking) fliegt diese valesina-artige Form der Weibchen. Sie ist die häufigere, fliegt sogar in manchen Gegenden fast ausschließlich und sieht der europäischen valesina-Form ganz ähnlich, ist aber um die Hälfte größer.[3]

### Ähnliche Arten
- Feuriger Perlmuttfalter (Argynnis adippe)
- Großer Perlmuttfalter (Argynnis aglaja)
- Mittlerer Perlmuttfalter (Argynnis niobe)
- Kleiner Perlmuttfalter (Argynnis lathonia)
- Kardinal (Argynnis pandora)

## Vorkommen

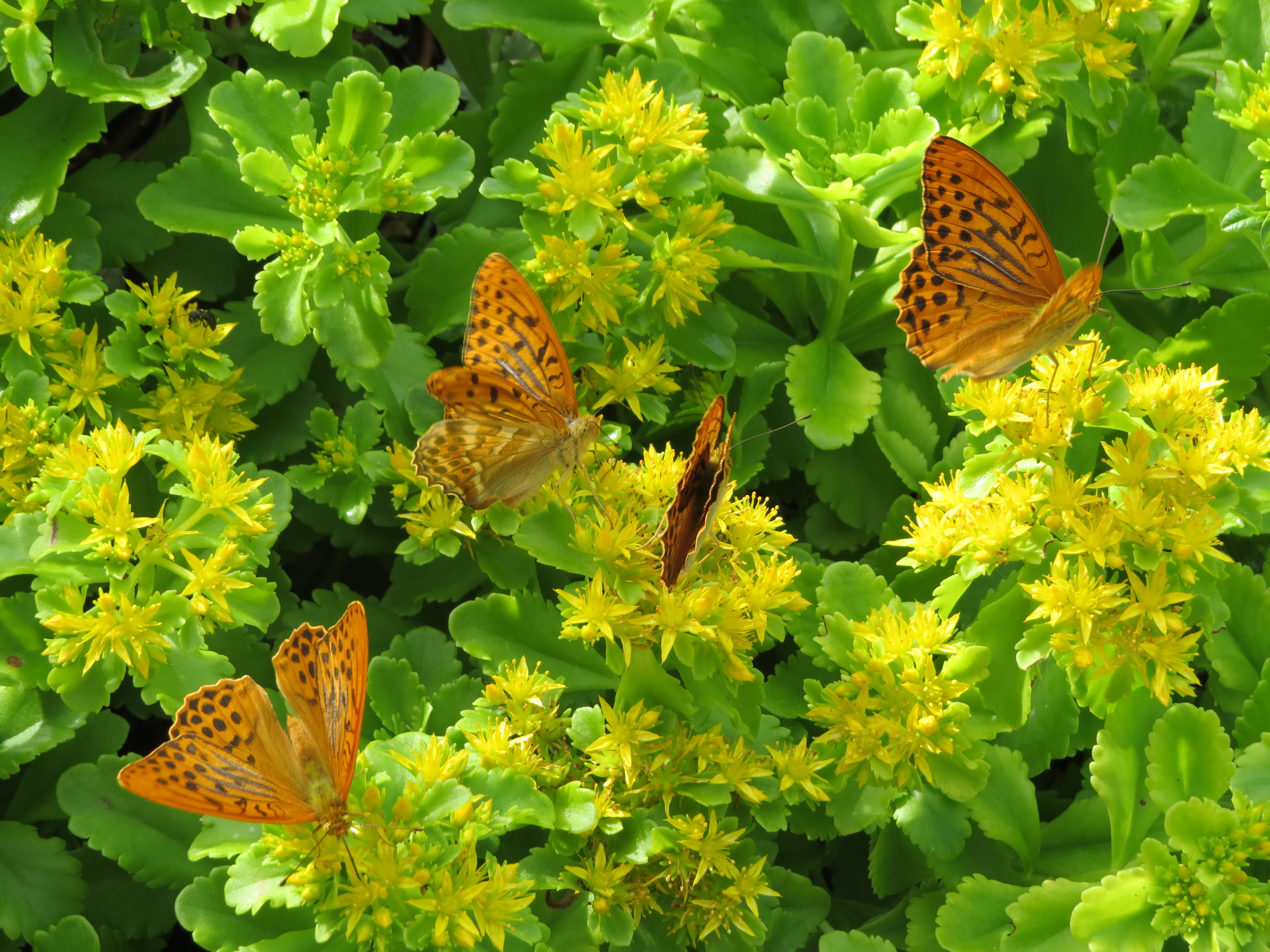
Kaisermäntel auf einer Dickblattfetthenne (Phedimus aizoon)

Argynnis paphia ist weit verbreitet und häufig in Europa: Nord-Spanien im Westen, Frankreich, Italien einschließlich der Inseln, Irland, südliches Großbritannien, Fennoskandinavien, Griechenland, europäischer Teil der Türkei. Das gesamte Verbreitungsgebiet erstreckt sich durch das gemäßigte Asien (Russland, Iran, China) bis nach Japan. Die vertikale Verbreitung reicht bis 1.000 Meter in Europa und bis 2.000 Meter in Nordafrika. Sie leben an sonnigen Waldrändern, blütenreichen Waldlichtungen mit strauchbewachsenen Rändern und auf von Wald eingeschlossenen Wiesen, besonders im Bergland. Nur selten verlassen die Falter die Waldgebiete.

## Lebensweise

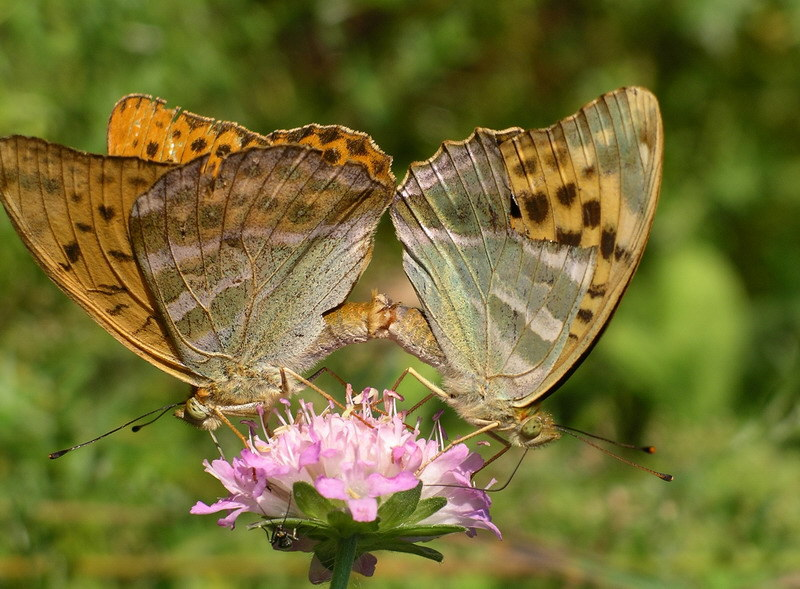
Paarung, links das Männchen

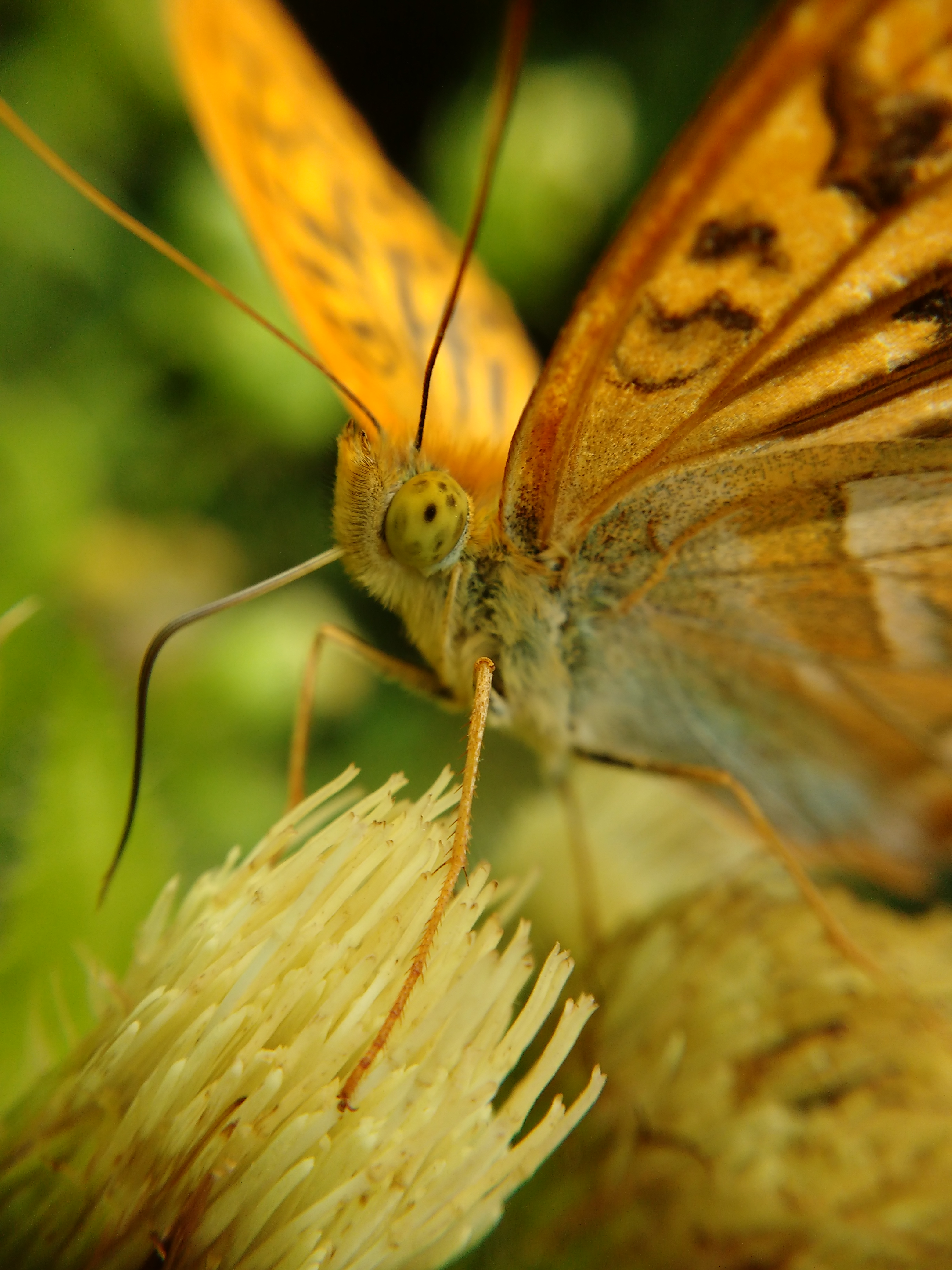
Kaisermantel mit ausgerolltem Saugrüssel

Die Falter fliegen jährlich in Mitteleuropa in einer Generation von Juni bis August, im Süden Europas von Ende Mai bis September. Sie saugen mit Vorliebe an Brombeerblüten, Skabiosen, Distelköpfen und den doppeldoldigen Blütenständen der Wald-Engelwurz. Bei der Balz verfolgt das Männchen das Weibchen und umkreist es dabei von hinten unten nach vorn und von vorne oben nach hinten zurück, während das Weibchen mit gleichmäßigem Flattern ganz gerade fliegt. Das Männchen sendet dabei einen Lockstoff aus Duftschuppen aus. Wenn das Weibchen paarungsbereit ist, landet es auf einem Busch oder überhängenden Baumzweig und streckt seinen Hinterleib nach oben. Dabei gibt es aus Drüsensäcken ebenfalls einen Lockstoff ab. Die Vereinigung findet auf Blüten, Blättern oder am Boden statt, häufig so fest, dass das Paar vereinigt bleibt und das eine Individuum das andere mit herumträgt.
Die Eier werden an Baumstämmen abgelegt, vorzugsweise an Kiefern und Fichten, in deren Nähe Veilchen wachsen. Ihren Suchflug nach einem Ablageplatz beginnen die Weibchen in den Baumkronen. Hat eines einen geeigneten Baum gefunden, lässt es sich senkrecht auf einen besonnten Platz am Boden fallen und sonnt sich. Danach fliegt es kurze Strecken dicht über den niederen Pflanzen und landet auf einigen. Mit den Putzpfoten trommelt es heftig auf der Blattdecke und fliegt dann zur nächsten Stelle. Höherer Bewuchs wird dabei gemieden. Das Weibchen beginnt in etwa 1 – 2 m Höhe an dem Baum sprungweise aufwärts zu flattern, jedes Mal nur einige Flügelschläge ausführend. Dabei umfliegt es spiralförmigig den Baumstamm, um in Abständen von ½ - 2 m je ein Ei abzusetzen. Hierzu setzt es sich senkrecht an den Stamm und biegt den Hinterleib im rechten Winkel, um das Ei in eine Spalte, unter einer Flechte oder Rindenschuppe zu platzieren, wo es nicht sichtbar ist und vor Sonne und Regen weitgehend geschützt. In etwa 4 m Höhe angekommen, verlässt es diesen Stamm, um an einem anderen wieder von unten zu beginnen. Es gibt aber auch Beobachtungen (z. B. aus Brandenburg), dass die Eier nicht an Baumstämmen, sondern stattdessen an Veilchen abgelegt wurden.

### Entwicklung
Die Raupen schlüpfen im Spätsommer. Sie fressen ihre eigene Eihülle. Anschließend verstecken sie sich, ohne weitere Nahrungsaufnahme in der Rinde und überwintern. Erst im nächsten März werden sie wieder aktiv und kriechen den Stamm hinab auf der Suche nach Veilchen. Sie beginnen dann an den Veilchen zu fressen. Tagsüber halten sie sich unter trockenen Blättern verborgen und kommen nur in der Nacht hervor. Sie verpuppen sich als Stürzpuppe an Pflanzen in Bodennähe.

### Nahrung der Raupen
Die Raupen ernähren sich von den Blättern verschiedener Veilchenarten wie Wohlriechenden Veilchen (Viola odorata), Wald-Veilchen (Viola reichenbachiana), Raues Veilchen (Viola hirta); angeblich wurden die Raupen gelegentlich auch an Echtem Mädesüß (Filipendula ulmaria) gefunden.